# Kreamer
Kreamer és una concentració de població designada pel cens dels Estats Units a l'estat de Pennsilvània. Segons el cens del 2000 tenia 773 habitants.

## Demografia
Segons el cens del 2000, Kreamer tenia 773 habitants, 300 habitatges, i 227 famílies. La densitat de població era de 150 habitants/km².
Dels 300 habitatges en un 36,3% hi vivien nens de menys de 18 anys, en un 65% hi vivien parelles casades, en un 7,3% dones solteres, i en un 24,3% no eren unitats familiars. En el 20% dels habitatges hi vivien persones soles el 8,7% de les quals corresponia a persones de 65 anys o més que vivien soles. El nombre mitjà de persones vivint en cada habitatge era de 2,58 i el nombre mitjà de persones que vivien en cada família era de 2,95.
Per edats la població es repartia de la següent manera: un 26,1% tenia menys de 18 anys, un 6,5% entre 18 i 24, un 30,8% entre 25 i 44, un 24,5% de 45 a 60 i un 12,2% 65 anys o més.
L'edat mediana era de 37 anys. Per cada 100 dones de 18 o més anys hi havia 94,2 homes.
La renda mediana per habitatge era de 36.776 $ i la renda mediana per família de 42.692 $. Els homes tenien una renda mediana de 31.210 $ mentre que les dones 22.188 $. La renda per capita de la població era de 17.667 $. Entorn del 2,3% de les famílies i el 4,9% de la població estaven per davall del llindar de pobresa.

## Poblacions més properes
El següent diagrama mostra les poblacions més properes.